# Straßenbahn Jihlava
Die Straßenbahn Jihlava  war ein meterspuriger Straßenbahnbetrieb im heutigen Tschechien. Die einzige Linie führte in Jihlava (Iglau) vom Bahnhof zur Innenstadt. Der Betrieb wurde 1948 zugunsten eines neu aufgebauten Oberleitungsbusses aufgegeben.

## Geschichte
Die Überlegungen hinsichtlich einer Straßenbahn lagen in Iglau nicht in der Verbesserung des innerstädtischen Verkehrs, sondern in der Entfernung von 2,7 Kilometern vom Stadtzentrum zum Bahnhof Iglau der k.k. priv. Österreichischen Nordwestbahn (ÖNWB).

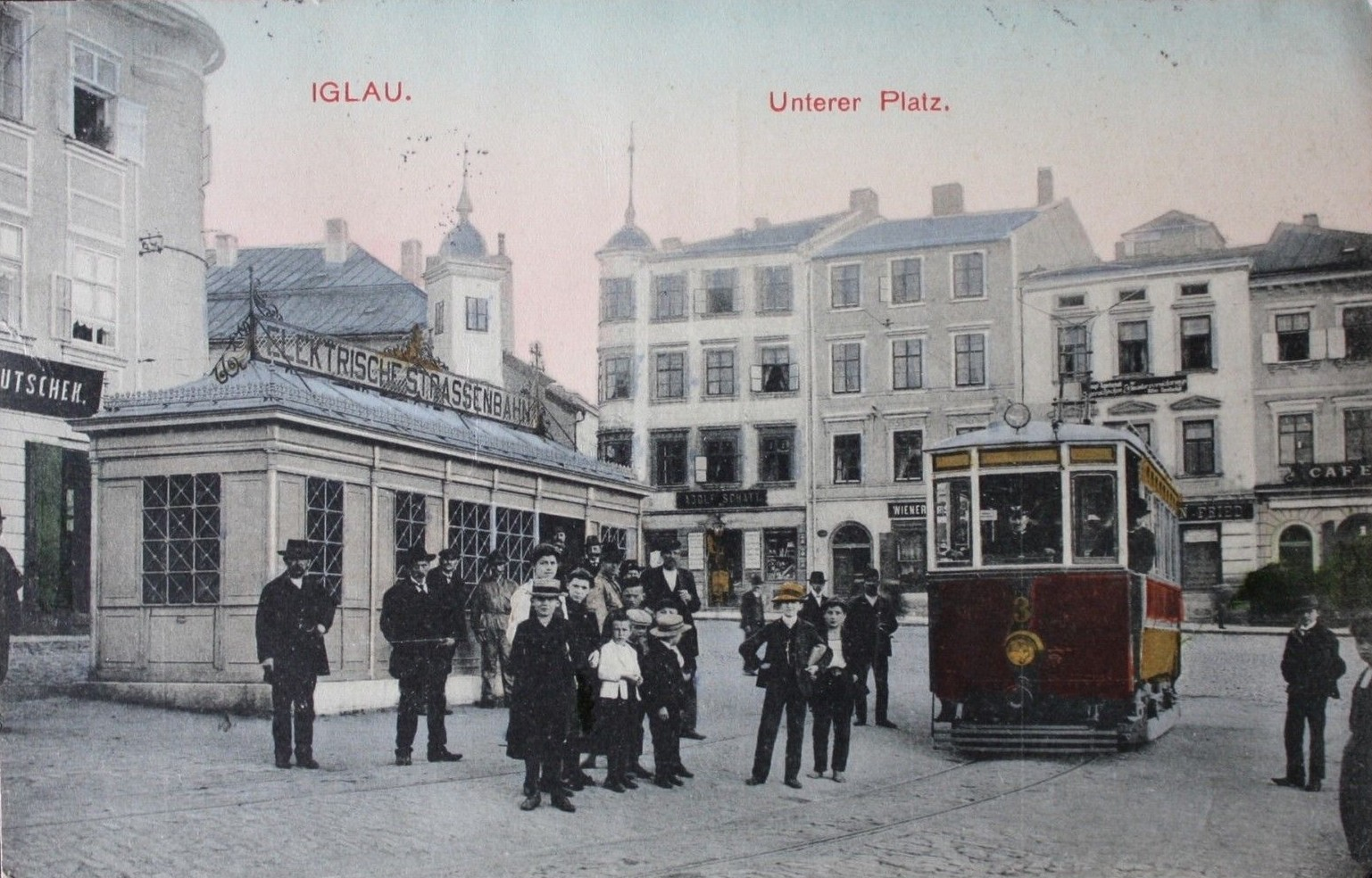
Endstelle Unterer Platz (heute: Masarykovo náměstí) mit Wartehalle (vor 1919)

Mit dem Bau der Straßenbahn war das Bauunternehmen von Leo Arnoldi betraut worden. Die Eröffnung fand am 26. August 1909 statt – zu diesem Zeitpunkt lag jedoch noch keine Konzession vor.
Die Konzessionierung erfolgte durch die Kundmachung des Eisenbahnministeriums vom 15. September 1909. Die Stadtgemeinde Iglau erhielt die Konzession einer mit elektrischer Kraft zu betreibenden schmalspurigen Kleinbahn von der Station Iglau der k.k. Staatsbahnlinie Wien – Tetschen bis zum Hauptplatze der Stadt Iglau.
Im Jahr 1912 wurde die Postbeförderung aufgenommen.
Im Jahr 1923 beschloss der Stadtrat die Erweiterung der Straßenbahn bis zu den Textilfabriken in Velký Beranov. Fehlende finanzielle Mittel verhinderten die Realisierung.
Nach dem Zweiten Weltkrieg musste am 14. Juli 1947 der Straßenbahnbetrieb aufgrund des schlechten Zustandes der Brücke über die Jihlava auf dem Abschnitt zwischen Bahnhof und der Haltestelle Schlachthof / Jatky eingestellt werden. Am 12. November 1948 endete der Straßenbahnbetrieb endgültig. Die Linie wurde anschließend von Oberleitungsbussen bedient.

## Fahrzeuge
Die Straßenbahn Iglau zählte zu den kleinsten Straßenbahnbetrieben in Österreich. Demgemäß war auch der Fuhrpark von bescheidenem Umfang. Insgesamt gab es fünf Triebwagen, zwei Beiwagen und einen Güterwagen. Mit Ausnahme eines Triebwagens wurden alle Fahrzeuge von der Grazer Waggonfabrik geliefert. In der Enzyklopädie des Eisenbahnwesens von Victor von Röll wird im Beitrag Schienenbremse darauf hingewiesen, dass die Straßenbahn Iglau zu den wenigen Betrieben zählte, wo bereits eine derartige Bremse zum Einsatz kam.
Die Fahrzeuge wurden 1949 mehrheitlich an die Straßenbahn Opava abgegeben, wo sie für einige Zeit weiter verwendet wurden.

## Relikte

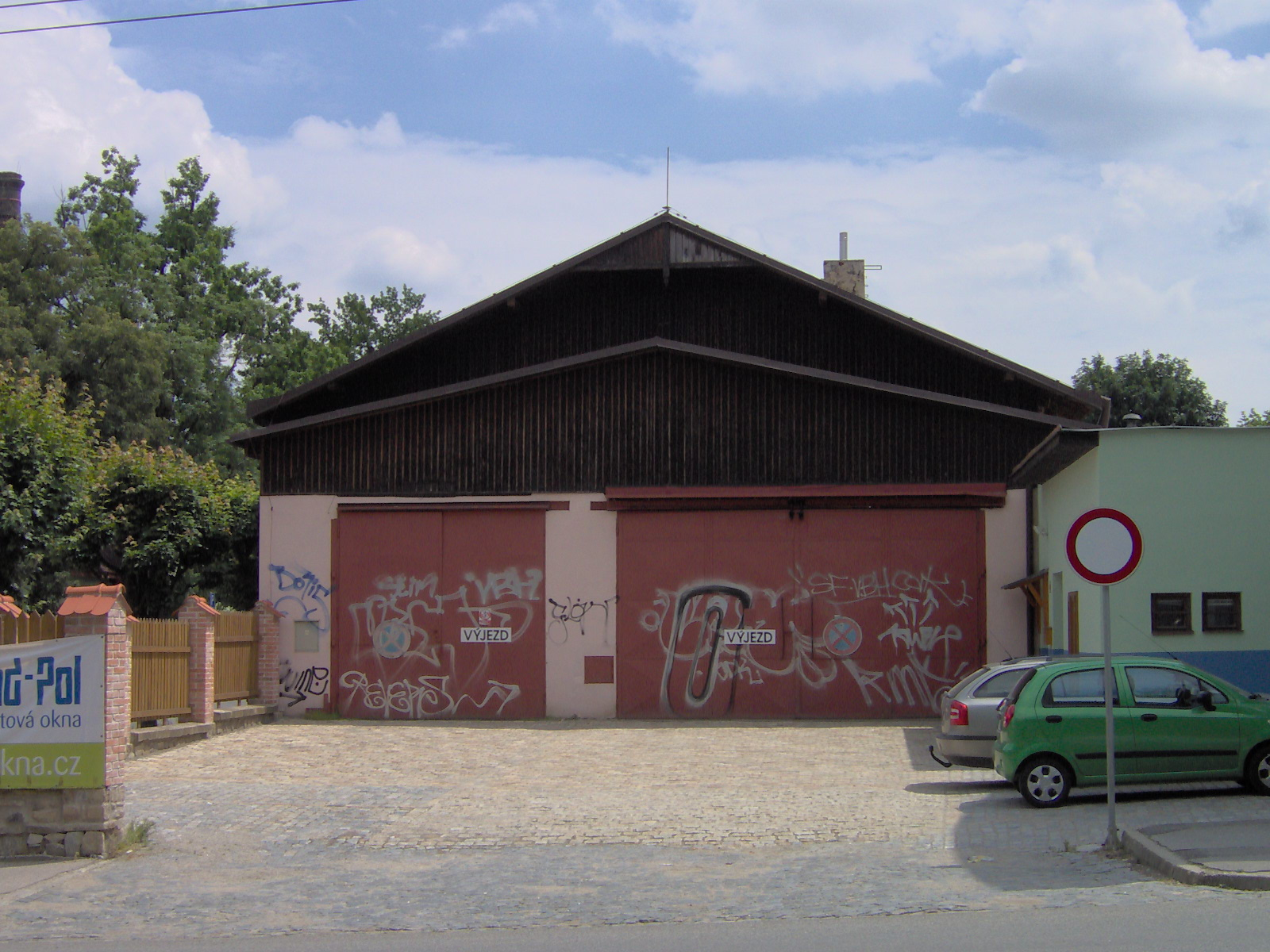
Ehemalige Remise (2008)

Von der Straßenbahn in Jihlava sind heute nur wenige Reste erhalten. Die frühere Remise samt Verwaltung existiert noch und wird privat nachgenutzt.
Der Wagenkasten des ehemaligen Triebwagens 1 ist in desolatem Zustand vorhanden und befindet sich im Eigentum der Stadt Jihlava. Das Relikt steht seit 2015 unter Denkmalschutz, die Stadt erwägt die Restaurierung und öffentliche Präsentation.
Auf der Ján-Brücke (Most u Jánů) über die Jihlava wurde im Zuge einer Instandsetzung um 2010 ein Stück Gleis als Erinnerung an den Straßenbahnbetrieb eingebaut.